# 東京運輸支局

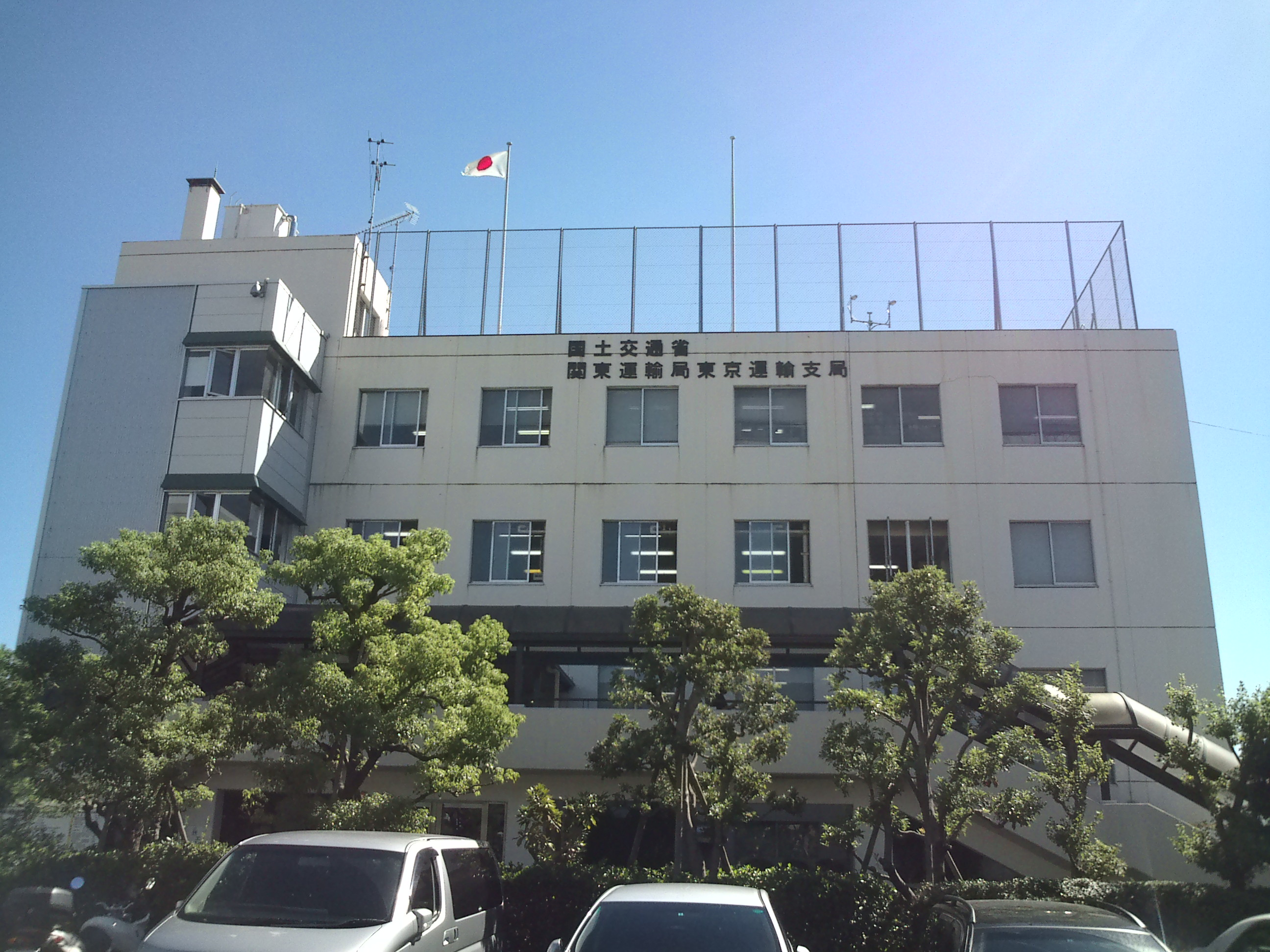
東京運輸支局本庁舎

東京運輸支局（とうきょううんゆしきょく）は、国土交通省の地方支分部局である運輸支局のひとつ。関東運輸局の業務のうち、東京都における陸事・海事部門の業務を担当する。陸運部門は品川区の本庁舎と4箇所の出先機関（自動車検査登録事務所）を持つ。海事部門は青海庁舎で扱う。

## 所在地
- 本庁舎 - 東京都品川区東大井1丁目12-17
  - 練馬自動車検査登録事務所 - 東京都練馬区北町2丁目8-6
  - 足立自動車検査登録事務所 - 東京都足立区南花畑5丁目12-1
  - 多摩自動車検査登録事務所 - 東京都国立市北3丁目30-3
  - 八王子自動車検査登録事務所 - 東京都八王子市滝山町1丁目270-2
- 青海庁舎 - 東京都江東区青海2丁目7-11（東京港湾合同庁舎9階）

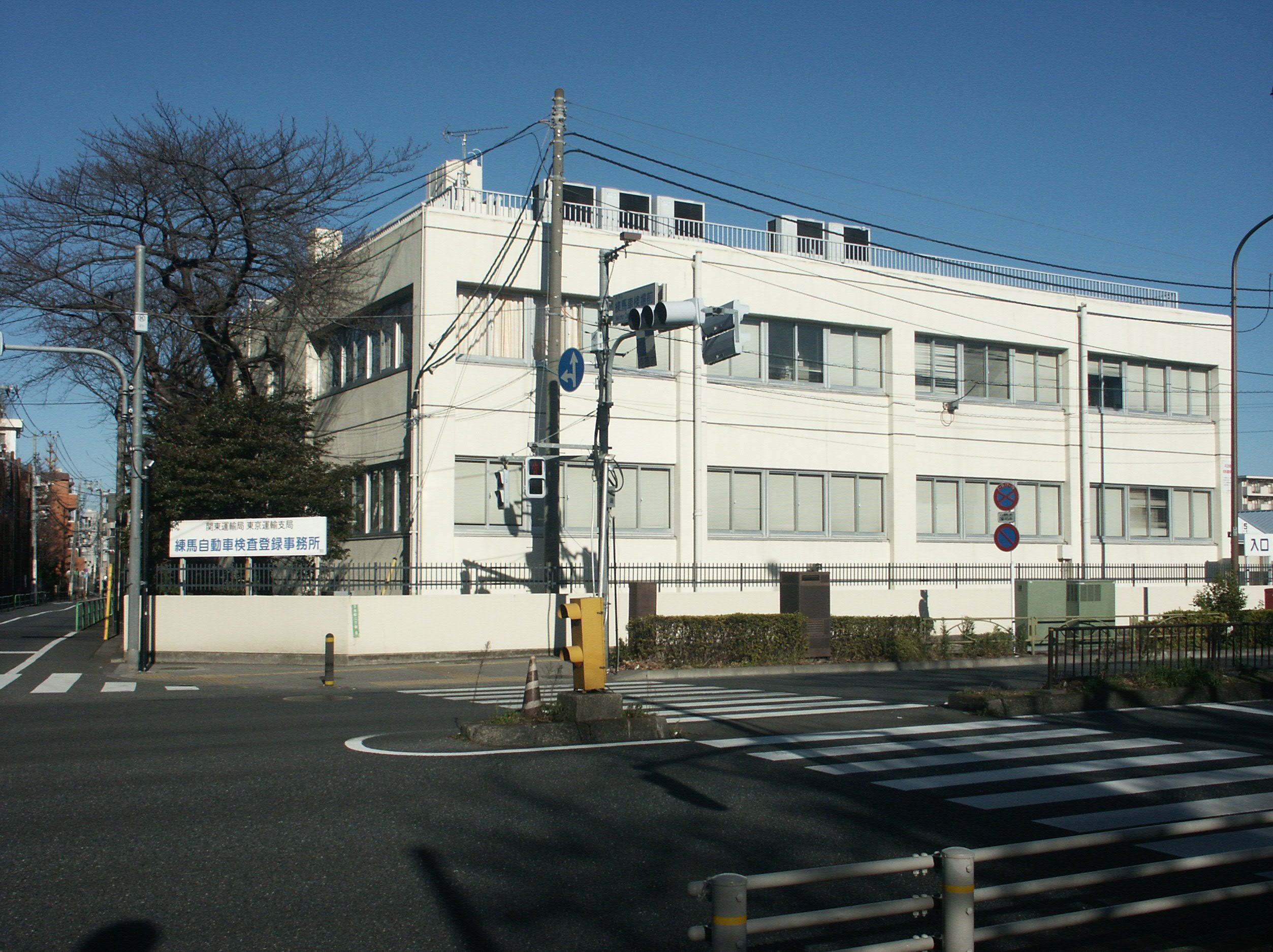
練馬自動車検査登録事務所
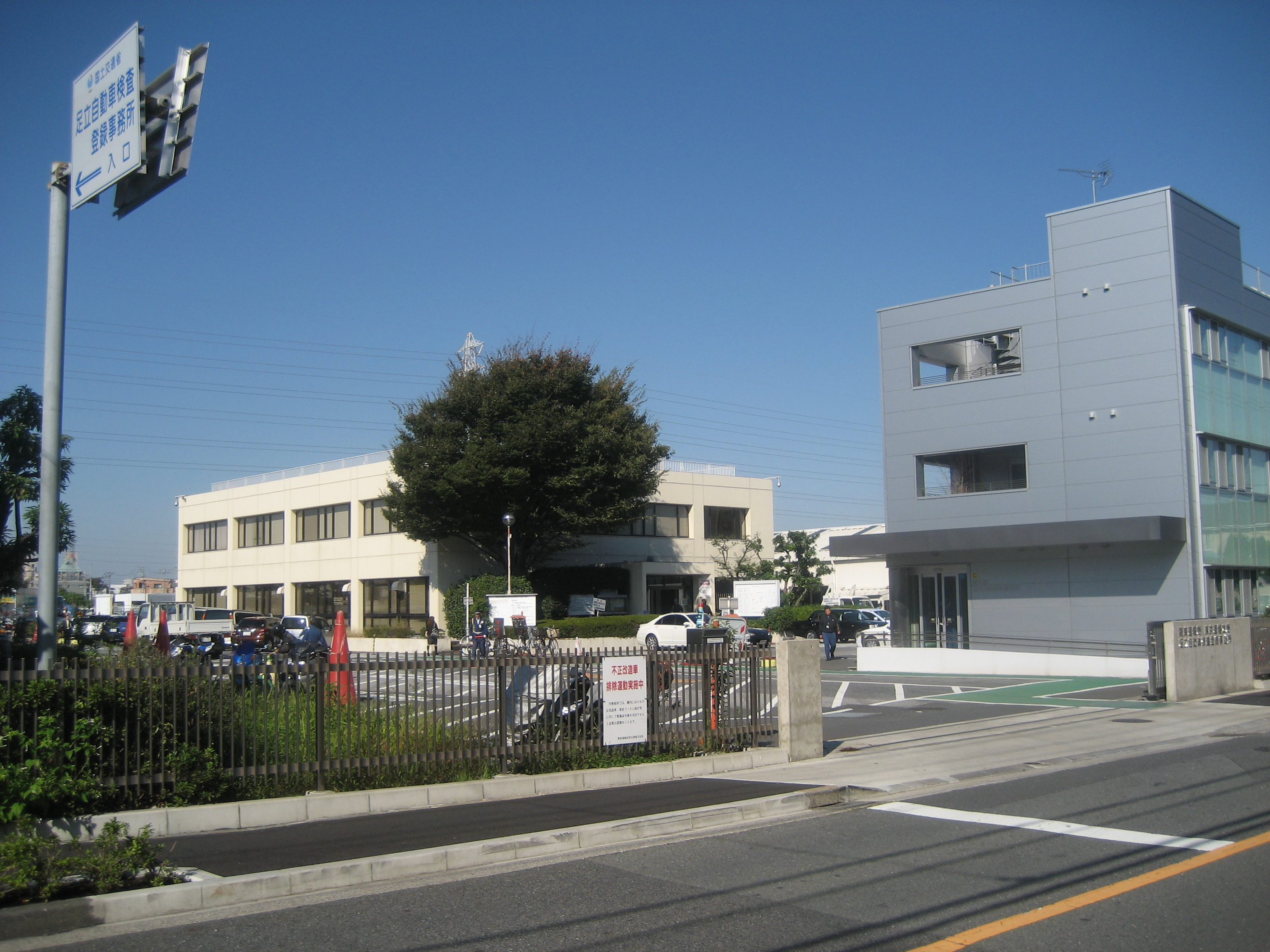
足立自動車検査登録事務所
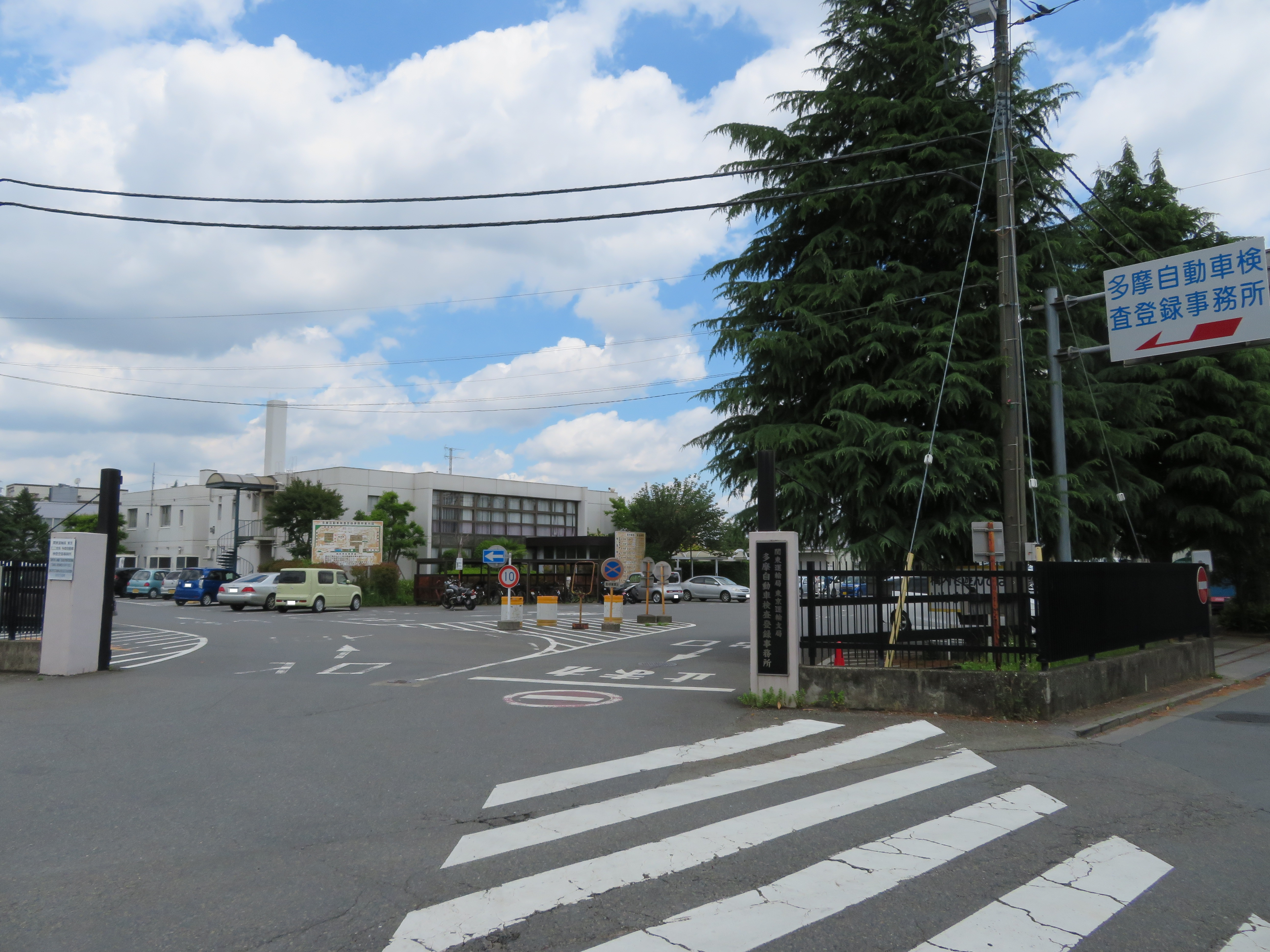
多摩自動車検査登録事務所
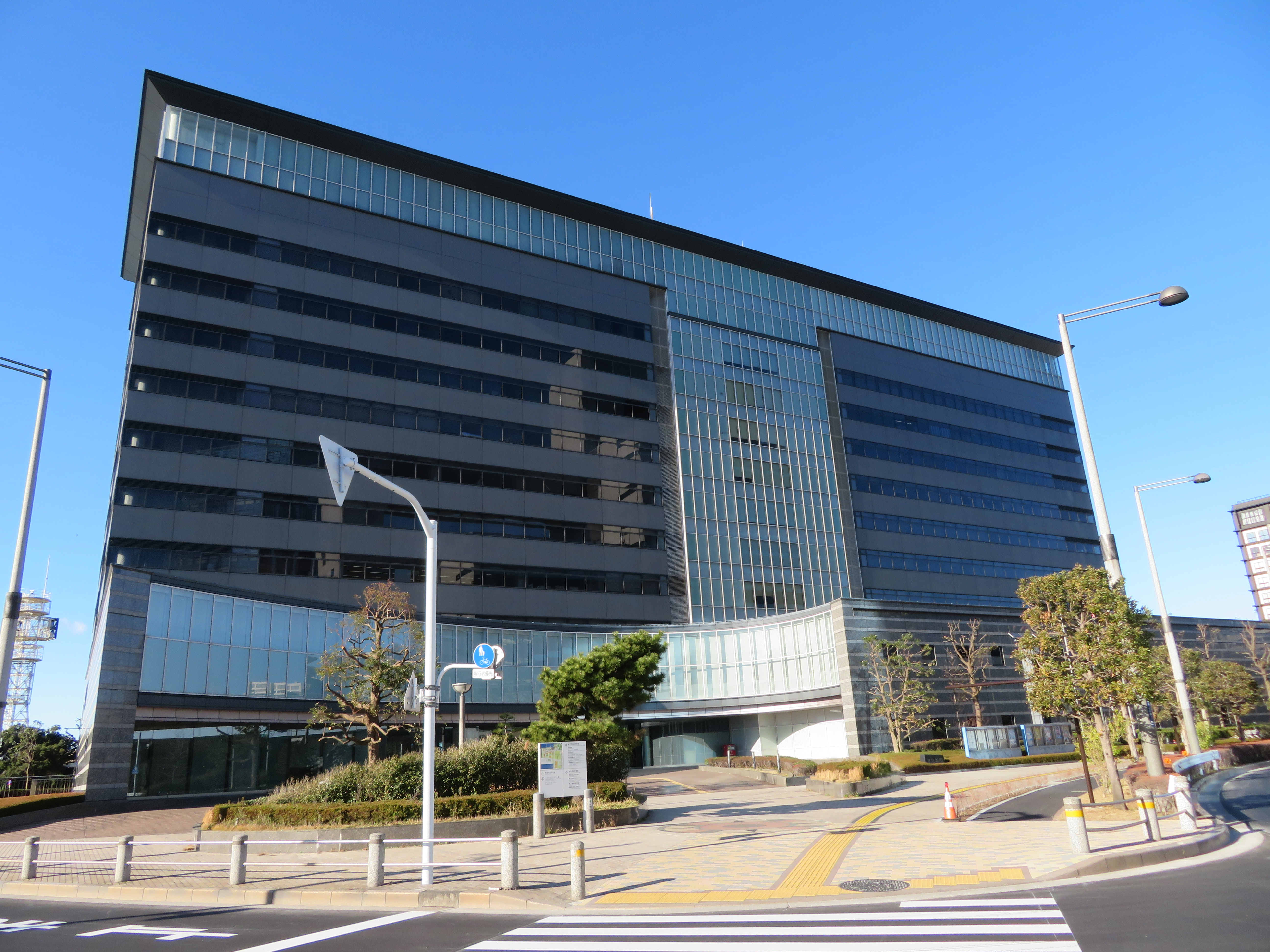
青海庁舎

## 管轄区域

### 陸運部門（自動車登録）
ナンバープレートの制度開始当初は、東京は首都であることから、地名を表す漢字は付されず数字のみであった。
- 本庁舎 - 東京都特別区南西部および島しょ部
  - 特別区：千代田区・中央区・港区・品川区・目黒区・大田区・渋谷区・世田谷区
  - 島しょ部：大島支庁・三宅支庁・八丈支庁・小笠原支庁
  - 交付されるナンバープレートは「品川」ナンバーとなる（世田谷区を除く）。
  - 2014年（平成26年）11月17日から、ご当地ナンバー「世田谷」ナンバー（世田谷区）が交付開始[1][2]。
  - 宮内庁管理部車馬課が御料車管理のために設置した工場（千代田区）を管轄しており、交付されるナンバープレートは「皇ナンバー」となる。

- 練馬自動車検査登録事務所 - 東京都特別区北西部
  - 新宿区・文京区・中野区・杉並区・豊島区・北区・板橋区・練馬区
  - 交付されるナンバープレートは「練馬」ナンバーとなる（杉並区、板橋区を除く）。
  - 2014年（平成26年）11月17日から、ご当地ナンバー「杉並」ナンバー（杉並区）が交付開始[3][4]。
  - 2020年（令和2年）5月11日より「板橋」ナンバー（板橋区）が交付開始[5][6][7]。

- 足立自動車検査登録事務所 - 東京都特別区東部
  - 足立区・荒川区・江戸川区・葛飾区・江東区・墨田区・台東区
  - 交付されるナンバープレートは「足立」ナンバーとなる（江東区、葛飾区を除く）。
  - 2020年（令和2年）5月11日より「江東」ナンバー（江東区）[8][9]、「葛飾」ナンバー（葛飾区）[10][11]が交付開始。
  - 2025年（令和7年）5月7日より「江戸川」ナンバー（江戸川区）が交付開始された[12][13]。

- 多摩自動車検査登録事務所 - 東京都多摩地域東部
  - 立川市・武蔵野市・三鷹市・府中市・昭島市・調布市・町田市・小金井市・小平市・東村山市・国分寺市・国立市・狛江市・東大和市・清瀬市・東久留米市・武蔵村山市・多摩市・稲城市・西東京市
  - 交付されるナンバープレートは「多摩」ナンバーになる。

- 八王子自動車検査登録事務所 - 東京都多摩地域西部
  - 八王子市・青梅市・日野市・福生市・羽村市・あきる野市・西多摩郡
  - 交付されるナンバープレートは「八王子」ナンバーになる。
  - 1985年2月4日、東京都陸運事務所多摩支所（当時。「多摩ナンバー」を交付）の管轄区域を分割して開設された。開設日以前に登録された自動車は「多摩ナンバー」である。

ご当地ナンバー
東京運輸支局管内では、2014年11月17日より「世田谷」「杉並」の2つのご当地ナンバーが交付開始され、2020年5月には「江東」「葛飾」「板橋」の3つのご当地ナンバーが交付開始された。。
ナンバープレートには県庁所在地の地名がよく用いられるが、都庁所在地である新宿区には運輸支局や自動車検査登録事務所が存在せず、またご当地ナンバーの導入要件として「対象地域内の登録自動車数が10万台を超えていること」（2022年（令和4年）3月まで）もしくは「対象地域内の録車と軽自動車との合計が17万台以上（複数市区町村の場合は8.5万台以上）」（2022年（令和4年）4月以降）があり、新宿区はこの条件を満たさないため「新宿ナンバー」は導入されていない。新宿区は世田谷区や杉並区と異なり住宅地ではなく両区ほど人口が多くないこと、都心であるためマイカー保有率が低いことがご当地ナンバー導入要件を満たさない理由となっている。車両台数の不足を理由にご当地ナンバーを導入できないとする自治体は他に墨田区などがある。
また町田市では、多摩地域で初のご当地ナンバーとして「町田ナンバー」の導入を検討していたが、市民の理解が得られなかったことなどを踏まえて申請には至らず、導入が見送られた。

### 海事部門
青海庁舎では、以下の都県の海事業務を担当している。
- 船員労務監督業務 - 東京都
- 船舶検査、船舶登録業務 - 東京都、埼玉県
- 船員職業安定業務 - 東京都、埼玉県、栃木県、群馬県
- その他業務 - 東京都